# Battaglia di Thouars (1815)
La battaglia di Thouars è stata una battaglia della quarta guerra di Vandea combattuta il 20 giugno 1815 a Thouars.

## La battaglia
La sera del 19 giugno 1815, 8 000 soldati vandeani comandati da Auguste de La Rochejaquelein, Duperrat e Canuel si presentarono davanti a Thouars. Prima dell'alba, un'avanguardia comandata da Dumas de Champvalier entrò imprudentemente nella città, aprendo le sue porte. Circondata da soldati imperiali Champvalier salvò la sua vita e quella dei suoi uomini facendosi passare per un diplomatico venuto a negoziare, ma in questo modo mise in allarme gli imperiali che avevano delle truppe nelle vicine Saumur, Bressuire e Parthenay.
All'alba del giorno seguente, il 20 giugno, non essendo in grado di difendersi gli abitanti di Thouars preferirono negoziare, tuttavia, impressionati dal numero dei loro avversari, alla fine si arresero, così i vandeani fecero il loro ingresso in città. Questo successo non durò che alcune ore, infatti alle 10 del mattino, il generale Delaage giunse da Parthenay alla testa di 500 fanti e di un squadrone del 2º reggimento ussari entrò a Thouars e 200 guardie nazionali dal ponte di Vrines (o "ponte dei Chouans"), i vandeani, che non avevano piazzato postazioni avanzate di difesa furono completamente presi di sorpresa e fuggirono dal ponte di Vrines travolgendo le guardie nazionali che arretrarono senza opporre resistenza.
I vandeani si diressero verso Châtillon-sur-Sèvre rioccupandola e lì vennero a sapere della sconfitta a Rocheservière, quindi intavolarono i negoziati con le autorità imperiali per la cessazione delle ostilità.